# Генеи
Генеи (元永) је јапанска ера (ненко) која је настала после Еикју и пре Хоан ере. Временски је трајала од априла 1118. до априла 1120. године и припадала је Хејан периоду. Владајући монарх био је цар Тоба.

## Важнији догађаји Генеи ере
- 1118. (Генеи 1, девети месец): Цар као део ходочашћа посећује шинто храмове Кумана у Вакајами.[3] У том процесу обишао је храмове: Хонгу таиша, Хајатама таиша и Начи таиша.[4]
- 1118. (Генеи 1, дванаести месец): Цар Тоба посећује фестивал организован у Саишо-џи храму који је био део царског покровитељства.[5]
- 1119. (Генеи 2, осми месец): Арихито, један од принчева, добија породично име Минамото којим му је указана велика част. Арихитов отац, Сукехито, био је трећи син цара Го-Санџо и млађи брат цара Тобе. Остало је записано да је Арихито био изузетно надарен у поезији.[6]